# 渋谷 パルコ・ヒューリックビル
渋谷 パルコ・ヒューリックビル（しぶや パルコ・ヒューリックビル）は、東京都渋谷区宇田川町にある複合ビル。

## 概要
1973年に開業し渋谷の街と共に文化をつくり、旗艦店として発展してきた渋谷パルコの建て替え計画で整備された建物である。旧渋谷パルコpart1・part3の建っていた2敷地をひとつの街区に統合し、都市再生特別地区制度による300％の容積率割増を取得することで、新しい渋谷パルコには、これまでの店舗・劇場に、新たにオフィスを付加した複合ビルとなった。
建物は地下3階、地上19階建てで、地下1階から地上9階と10階の一部にパルコの商業施設が入り、地上12階から18階などのオフィス部分は再開発事業に参画したヒューリックが、保有床を取得し区分所有している。
外観は、次世代の文化を担うべき若者をイメージした原石が寄り集まった集積体とすることでパルコの原点を表現し、スペイン坂から続く建物周囲を回遊する立体街路はフロア毎に店舗への入り口があり、10階の屋上広場へとつながる。

## 施設構成
地下1階から地上9階および10階の一部に渋谷パルコが入り、192店が営業を展開する。
7～9階（エントランスは8階）にPARCO劇場が位置し、客席数は636。
10階にオフィスロビーを置き、12階から上がオフィスフロアで、デジタルガレージ（DG）やカカクコム、グループ企業が入居。DGグループは「渋谷パルコ DGビル」と名付けた。18階はカンファレンスセンター「DRAGON GATE」が設けられ、1000人規模の講演会やイベントなどが開催できる。